# Чемпионат мира по дзюдо 1961
Чемпионат мира по дзюдо 1961 года прошёл 2 декабря в Париже (Франция). Это был первый в истории чемпионат мира по дзюдо за пределами Японии. Соревнования проходили только среди мужчин; деление на весовые категории отсутствовало.

## Общий медальный зачёт
| Место | Страна           | Золото | Серебро | Бронза | Всего |
| ----- | ---------------- | ------ | ------- | ------ | ----- |
| 1     | Нидерланды       | 1      | 0       | 0      | 1     |
| 2     | Япония           | 0      | 1       | 1      | 2     |
| 3     | Республика Корея | 0      | 0       | 1      | 1     |

## Медалисты
| Весовая категория    | Золото       | Серебро    | Бронза                 |
| -------------------- | ------------ | ---------- | ---------------------- |
| Абсолютная категория | Антон Гесинк | Кодзи Сонэ | Ким Ый Тхэ Такэси Кога |